# 岡山県道214号洲崎米倉線
岡山県道214号洲崎米倉線（おかやまけんどう214ごう すざきよねぐらせん）は、岡山県岡山市南区を通る一般県道である。

## 概要
岡山市南区の平野部、旭川と笹ヶ瀬川の間を東西に結ぶ道路。すぐ北側を国道2号岡山バイパスが並行している。岡南地区と岡山県道21号岡山児島線妹尾方面を最短距離で結ぶ道路ではある。しかし、国道30号以西こそ踏切がある以外は、片側1車線が確保されているものの、以東は大半の区間が狭く住宅が密集した地域には離合困難区間も存在し、岡山バイパスがある現在は両地点を結ぶ交通路としては機能せず地域内交通が主となっている。
沿線には米倉、古新田、福田などかつての新田地帯をうかがわせる地名が多いが、現在は住宅密集地となっており農地はほとんど消滅している。

### 路線データ
- 起点：岡山県岡山市南区洲崎3丁目（岡山県道213号福島橋本線交点）
- 終点：岡山県岡山市南区米倉（岡山県道21号岡山児島線交点）
- 総延長：約5.4 km

## 地理

### 通過する自治体
- 岡山市（南区）

### 交差する道路
| 交差する道路                                                          | 交差する場所 | 交差する場所 |
| --------------------------------------------------------------------- | ------------ | ------------ |
| 岡山県道213号福島橋本線                                               | 洲崎3丁目    | 起点         |
| 岡山県道40号岡山港線 岡山市道101000116号福浜町築港栄町線 重複区間起点 | 洲崎2丁目    | 洲崎交差点   |
| 岡山市道101000116号福浜町築港栄町線 重複区間終点                      | 福浜西町     |              |
| 岡山県道212号浦安豊成線                                               | 福富西3丁目  | 福富交差点   |
| 国道30号                                                              | 泉田         | 泉田交差点   |
| 岡山県道21号岡山児島線                                                | 米倉         | 終点         |

### 交差する鉄道
- 宇野線

### 沿線
- 岡山市立芳明小学校